# Juvenilia (Jane Austen)
Juvenilia es una colección de obras de Jane Austen que escribió desde 1787 hasta 1793, es decir, desde los 12 hasta los 17 años. Ya en la edad adulta, recopiló los escritos en tres volúmenes, que quedaron guardados hasta su publicación en el siglo XX. Estas piezas variadas son parodias, en contenido y forma, de géneros más extensos: desde pequeñas piezas historiográficas, teatrales y narrativas hasta epístolas con un fuerte tono irónico. Todo prueba el manejo de los recursos literarios que la autora británica tuvo desde muy pronto. Además, estas breves composiciones son el germen de lo que más tarde caracterizará a Austen como novelista. La sesuda ironía y el decoro no tienen importancia aún para la joven escritora que desarrolla la burla y la crítica social sin filtros en estos primeros textos, destinados en principio a disfrutarlos en la intimidad familiar.

## Significado del término
El término «juvenilia» proviene del latín y significa «propio de la juventud». Este nombre hace referencia a las obras nacidas en la infancia y adolescencia de los autores. Las obras que se clasifican como «juvenilia» no se caracterizan por la perfección técnica ni por el estilo consolidado del autor, sino que son testimonio del proceso de aprendizaje y formación de los artistas.

## Publicación deJuvenilia
En 1922, sus descendientes deciden hacer público el segundo volumen de la Juvenilia de Austen a través de la editorial Chatto and Windus con el título de Love and Freindship and Other Early Works. Posteriormente, Robert William Chapman sacó a la luz los volúmenes restantes en Clarendon Press con los títulos de Volume The First y Volume The Third.
En 1977, la British Library adquirió los manuscritos en una subasta en Sotheby’s. Aunque actualmente mantiene su propiedad, Volume The First está expuesto en la Biblioeca Bodleiana de Oxford.
Por primera vez, los tres volúmenes aparecieron publicados vez con el título de Juvenilia en la editorial francesa Christian Bourgois, en 1984.

## Volúmenes

### Volume The First(Volumen primero)
Publicado por R. W. Chapman en 1933. Este volumen está compuesto por 15 piezas breves:
- Frederic y Elfrida
- Jack y Alice
- Edgar y Emma
- Henry y Eliza
- Las aventuras del Mr. Harley (The Adventures of Mr. Harley)
- Sir William Mountague
- Recuerdos de Mr. Clifford (Memories of Mr. Clifford)
- La bella Cassandra (The Beautifull Cassandra)
- Amelia Webster
- La visita (The Visit)
- El misterio (The Mystery)
- Las tres hermanas (The Three Sister)
- Una bella descripción (A Beautiful Description)
- Un conservador generoso (A Generous Curate)
- Oda a la piedad (Ode to Pity)

### Volume II o Love and Freindship and Other Early Works(Volumen segundo oAmor y Amistad y otros relatos de juventud)
Fue el primer volumen en salir a la luz. Publicado en 1922 por Chatto and Windus, se compone de 9 piezas:
- Amor y amistad (Love and Friendship)
- El castillo de Lesley (Lesley Castle)
- La Historia de Inglaterra (The History of England)[2]
- Una colección de cartas (A Collection of Letters)
- La mujer filósofa (The Female Philosopher)
- Primer acto de una comedia (The First Act of a Comedy)
- Carta de una joven dama (A Letter from a Young Lady)
- Un viaje a través de Gales (A Tour Through Wales)
- Un cuento (A Tale)

### Volume The Third(Volumen tercero)
Fue el último de los volúmenes en ser publicado. En 1951, R. W. Chapman, editor de Volume The First, hizo público también Volume The Third. Consta únicamente de dos composiciones:
- Evelyn
- Catherine, o el cenador (Catherine, or the Bower)

## Juveniliaen España
No fue hasta el 2000 cuando algunos de estos textos aterrizan en España. La editorial Alba sacó al mercado una selección de los tres volúmenes bajo el título Amor y amistad. En 2017, la obra se reeditó y se incluyó el prólogo de G. K. Chesterton.
Funambulista presentó una nueva selección en 2008, compuesta por piezas de los dos primeros volúmenes y con el título de El castillo de Lesley.